# Smidtia gemina
Smidtia gemina är en tvåvingeart som först beskrevs av Louis-Paul Mesnil 1949.  Smidtia gemina ingår i släktet Smidtia och familjen parasitflugor. Inga underarter finns listade i Catalogue of Life.